# Jan Kratzer
Jan Kratzer (* 12. Juni 1970 in Gera) ist ein deutscher Soziologe und Wirtschaftswissenschaftler. Seit 2009 ist er Universitätsprofessor für Entrepreneurship und Innovationsmanagement und seit 2010 Akademischer Leiter des Centre for Entrepreneurship (CfE) an der Technischen Universität Berlin.

## Leben
Jan Kratzer ist eines von zwei Kindern des Sportpsychologen Hannes Kratzer (* 1945) und dessen Ehefrau der Wirtschaftsingenieurin Dagmar Kratzer (* 1946, geborene Beate), die als selbstständige Bilanzbuchhalterin tätig ist. Sein jüngerer Bruder Jens Kratzer (* 1973) ist als Geschäftsführer und Gastronom tätig.
Jan Kratzer absolvierte eine dreijährige Lehre als Facharbeiter für Tierproduktion, bevor er von 1991 bis 1996 Soziologie an der Universität Leipzig studierte. Danach wechselte er an das Interuniversity Centre for Social Science Theory and Methodology (ICS) an die Universität Groningen und promovierte zum Thema „Communication and performance: An empirical study in innovation teams“. An der Universität Groningen wurde er im Jahre 2000 an der Wirtschaftswissenschaftlichen Fakultät als Assistant Professor für Quantitative Forschungsmethoden und im Jahr 2007 zum Associate Professor für Strategie und Innovationsmanagement ernannt.

## Werk
Jan Kratzer hat in diversen Fachzeitschriften publiziert, darunter dem Journal of Consumer Research, Economy and Society, Research Policy, Journal of Cleaner Production und Highlights of Sustainability.
Er erhielt für seine Forschungsarbeiten mehrere internationale Preise, darunter zwei Mal den Tudor Rickards Best Paper Award der Fachzeitschrift „Creativity and Innovation Management“ (2006 und 2008), einmal den Thomas P Hustad Best Paper Award der Fachzeitschrift „Journal of Product Innovation Management“ (2016) und den Christer Karlsson Best Paper Award der 19th International Product Development Management Conference, Manchester U.K. (2012).
An der Technischen Universität Berlin hat er das Centre for Entrepreneurship (CfE) und den internationalen Masterstudiengang MSc „Innovation Management, Entrepreneurship and Sustainability“ aufgebaut und leitet diese.